# Belonocnemis elegantulus
Belonocnemis elegantulus är en insektsart som beskrevs av Bolívar, I. 1914. Belonocnemis elegantulus ingår i släktet Belonocnemis och familjen gräshoppor. Inga underarter finns listade i Catalogue of Life.